# Umberto Eco
Umberto Eco (Alessandria, 5. siječnja 1932. – Milano, 19. veljače 2016.) bio je talijanski romanopisac, esejist, filozof i jezikoslovac. Eco je bio redoviti profesor semiotike na Sveučilištu u Bologni. 

## Životopis
Umberto Eco je rođen u talijanskoj regiji Piemonte, oblasti na koju je više utjecala francuska nego talijanska kultura. Njegov otac Giulio ratovao je na talijanskoj strani u tri rata. Majka se zvala Giovanna Bisio. Preci su uzeli prezime Eco, što je akronim za ex caelis oblatus ("poklon odozgo", tj. "poklon od Boga"). Tijekom Drugog svjetskog rata Eco i njegova majka Giovanna sele u jedno selo na piemontskim brdima. Na nagovor svoga oca započinje studij prava na torinskom sveučilištu. Prekida studij prava i nasuprot očevoj volji započinje studij srednjovjekovne filozofije i literature a doktorirao je 1956. na temi o Tomi Akvinskom.
Eco je dobio posao u kulturnoj redakciji javnih usluga Radiotelevisione Italiana (RAI) dok je istovremeno podučavao na torinskom sveučilištu 1956. – 1964. Grupa avangardista (slikara, glazbenika i pisaca), s kojima se počeo družiti tijekom vremena provedenog na RAI-u, imala je presudan utjecaj na njegov kasniji književni rad. To se naročito moglo uočiti poslije objavljivanja njegove prve knjige 1956. Il Problema Estetico di San Tommaso (hr. Estetički problem u Tome Akvinskoga), koja je bila nastavak njegove doktorske disertacije, i koja se smatra prekretnicom u njegovoj akademskoj karijeri.
Svoju drugu knjigu Sviluppo dell'estetico Medievale objavljuje 1959., u kojoj se Umberto Eco predstavlja kao vrsni poznavatelj srednjovjekovne filozofije. Izgubio je posao na RAI-u ali njegov otac mu je priznao da je izabrao pravo zanimanje. Gubitak posla kompenzirao je sve brojnijim predavanjima jer je bio sve više tražen kao predavač i učitelj. 1959. dobio je mjesto glavnog urednika pri Casa Editrice Bompiani u Milanu, gdje ostaje do 1975.
Ecov istraživački rad o srednjovjekovnoj estetici pokazao je razlike između teorije i prakse. O srednjem vijeku
je rekao "da je postojala geometrijski uobličena racionalna shema o tom što se smatralo lijepim, a opet s druge strane neusporediv umjetnički život sa svojom dijalektikom oblika i namjera". Ecov rad na polju književne teorije mijenja smjer tijekom vremena: u početku je bio jedan od prvih predstavnika recepcionističke kritike.
Tijekom ovog perioda Ecov istraživački rad se usmjerava na teoriju da su tekstovi semantički otovreni i na semiotiku, što rezultira mnogobrojnim esejima objavljenih u okviru ove lingvističke grane a 1962. objavljuje knjigu Opera aperta (Otvorena djela). U njoj Eco tvrdi da su književni tekstovi bili široka polja značenja umjesto uskih niti, pošto čitatelj doživljava tekstove kao otvorene, s jednom unutarnjom dinamikom i psihološki ograničenom niti koja dozvoljavaju različita tumačenja.
Ona djela kod kojih je razumijevanje ograničeno na jedinstvenu nedvosmislenu nit, su najmanje cijenjena, za razliku od djela koja su otvorena i daju čitatelju puno mogućnosti da stvori svoju vlastitu sliku sadržaja, su najcjenjenija djela.
Eco je naglasio da se riječi ne mogu ograničiti na njihovo značenje koje nalazimo u rječniku, već da se njihovo značenje stvara u izražajnom kontekstu.
Ovu misao je među ostalima zastupao i I.A. Richards, ali Eco je bio prvi koji je to primijenio na književnost. Ova misao razvija također početnu točku značenja iz neprestanih promjena koje daju iskazi i stvara igru iščekivanja i ispunjavanja značenja. Do ovih zaključaka Eco dolazi kroz studij jezika i semiotiku a ne kroz studije psihologije ili povijesti, kako su to Wolfgang Iser i Hans-Robert Jauss prije učinili. Ecov rad je utjecao također i na studije popularne kulture. 
U rujnu 1962. Eco ženi Renate Ramge, njemačku povjesničarku umjetnosti.
Svoje sveobuhvatno znanje o Srednjem vijeku Eco je iskoristio u romanu Ime ruže, objavljenom 1980., koji je kasnije filmatiziran sa Seanom Conneryem u glavnoj ulozi. Roman govori o redovniku koji istražuje seriju ubojstava koja su povezana sa samostanskom knjižnicom. Ecova glavna zasluga je prevođenje i objašnjenje srednjovjekovnih kontraverzi i krivovjerja na jedan moderan jezik što je čitatelj mogao razumjeti bez da je bio teolog. Na kraju romana tu je samo redovnik koji svojim pokušajima pokušava obnoviti knjižnicu s ostatcima knjiga koje su preživjele požar i baš ti ostatci stvaraju značenje. 
Iako se njegovo djelo sastoji od starinskog materijala, zastarjelih likova i prestarih tekstova, njegov specifični način vođenja čitatelja kroz intrige i neočekivane obrate donio mu je svjetsku slavu i veliki broj sljedbenika koji čitaju njegova djela. I njegov drugi roman, Foucaultovo njihalo prodan je u velikom tiražu. Ovaj roman govori o tri nestimulirana izdavača koji rade za jednu manju izdavačku kuću, i koji odlučuju da bi ubili vrijeme, napraviti teoriju zavjere koju nazivaju "Plan". Radi se o zamršenom zapletu tajne organizacije koja vodi podrijetlo od Templara i koja želi upravljati svijetom. Sam trojac postaje očaran detaljima svoga plana. Igra postaje opasnom kada autsajderi saznaju za postojanje Plana, vjerujući da je nađen način za pronalaskom izgubljenog templarskog blaga.
Baš kao i romanu Ime ruže, likovi u Foucaultovom njihalu opsjednuti su hermeneutikom posebice u namjeri prikrivanja istine, suočavajući se s nepredvidivim situacijama.
Ecov rad ilustrira postmodernistički književni pojam o hipertekstualnosti, tj. o utjecaju za koji teorija tvrdi da postoji između djela i njihovih tumačenja.
Eco je svoje posljednje godine proveo u Milanu. Njegova privatna knjižnica sastojala se od više od 30 000 knjiga. Radio kao profesor na bolonjskom sveučilištu i redovno je pisao u L'Espresso svoju kolumnu pod nazivom "La Bustina di Minerva".
Od 1985. Umberto Eco je dobio preko 30 počasnih doktorata diljem svijeta.
Umro je u Milanu, 19. veljače 2016 godine.

## Izvod iz bibliografije

### Romani
- Ime ruže (Il nome della rosa, 1980.)
- Foucaultovo njihalo (Il pendolo di Foucault, 1988.)
- Otok prethodnog dana (L'isola del giorno prima, 1994.)
- Baudolino (Baudolino, 2000.)
- Tajanstveni plamen kraljice Loane (La misteriosa fiamma della regina Loana, 2004.)
- Praško groblje (Il cimitero di Praga, 2010.)
- Nulti broj (Numero zero, 2015.)

### Esejistika
- Estetički problem u Tome Akvinskoga (Il problema estetico in San Tommaso, 1. izd. 1956.)
- Napomene uz 'Ime ruže'  (Postille al 'Nome della rosa' , 1983.)
- Kako putovati s lososom i drugi korisni savjeti (Izbor iz: Il secondo diario minimo, 1992.)
- U potrazi za savršenim jezikom (La ricerca della lingua perfetta, 1993.)
- Šest šetnji pripovjednim šumama (Six Walks in the Fictional Woods, 1994.)
- Između laži i ironije (Tra menzogna e ironia, 1998.)
- Otprilike isto (Dire quasi la stessa cosa, 2003.)